# Ambrosius Hubrecht
Ambrosius Arnold Willem Hubrecht, född 2 mars 1853 i Rotterdam, död 21 mars 1915 i Utrecht, var en nederländsk zoolog.
Hubrecht blev 1882 professor i zoologi, jämförande anatomi och fysiologi vid universitetet i Utrecht. Medan han under sin tidigare vetenskapliga verksamhet företrädesvis bearbetade en egendomlig maskgrupp, slemmaskar, och rörande dess artkännedom såväl som anatomi och embryologi publicerade flera bemärkta arbeten, ägnade han sig under senare år nästan uteslutande åt däggdjurens embryologi, på vilket område han utförde en hel rad synnerligen betydelsefulla arbeten; särskilt viktiga är hans undersökningar av fosterorganen.  Utöver nedanstående skrifter författade han även The Descent of the Primates (1899), ett arbete av mer populär art.